# کریم ماسیموف
کریم ماسیموف (قزاقی: Кәрім Қажымқанұлы Мәсімов؛ زادهٔ ۱۵ ژوئن ۱۹۶۵) یک سیاست‌مدار اهل اتحاد جماهیر سوسیالیستی شوروی است.وی نخست‌وزیر کنونی قزاقستان می‌باشد.